# Czyn listopadowy
Czyn listopadowy (ukr. Листопадовий чин) – termin publicystyczny powszechnie używany w literaturze ukraińskiej na określenie wojskowego przewrotu dokonanego pod kontrolą Ukraińskiej Rady Narodowej przez ukraińskie formacje wojskowe w służbie austro-węgierskiej przeciwko administracji tego państwa we Lwowie i innych miastach Królestwa Galicji i Lodomerii w nocy z 31 października na 1 listopada 1918 roku.
Wskutek klęski Austro-Węgier w I wojnie światowej i realnym rozpadem struktur tego państwa ujawniły się dążenia niepodległościowe narodów zamieszkujących Monarchię Habsburgów. Działania Polskiej Komisji Likwidacyjnej dążącej do przyłączenia Galicji Wschodniej do odrodzonego państwa polskiego skłoniły Ukraińców do szybkiego dokonania przewrotu i ustanowienia własnego państwa na terenach z przewagą ludności ruskiej. Administracja austro-węgierska nie stawiała oporu i w ciągu jednej nocy oddziały ukraińskie przejęły całkowitą kontrolę nad Lwowem, w którym 1 listopada proklamowano Zachodnioukraińską Republikę Ludową. W rezultacie Lwów stał się stolicą państwa ukraińskiego o powierzchni ok. 70 tys. km², co wywołało niezadowolenie miejscowych Polaków oraz władz formującego się państwa polskiego i stało się początkiem wojny polsko-ukraińskiej.

## Przyczyny i organizacja
Polskie przywództwo wojskowe i polityczne, argumentując swoje stanowisko niezdolnością do zbudowania własnego państwa przez zachodnich Ukraińców i potrzebą przyłączenia Galicji do jednolitego, silnego państwa polskiego, które będzie dla Europy zaporą przed bolszewikami, przy wsparciu części państw Ententy, powołały 28 października w Krakowie Polską Komisję Likwidacyjną, której zamiarem było przeprowadzenie w nocy z 2 na 3 listopada we Lwowie wystąpienia zbrojnego przeciwko siłom zaborczym w celu ustanowienia w mieście polskich władz. Przybycie Komisji do Lwowa zapowiedziano na 1 listopada.

Wieczorem 31 października członkowie Ukraińskiej Rady Narodowej i Komitetu Wojskowego omówili wyniki niedawnych rozmów Kosta Łewyckiego z namiestnikiem Karlem Huynem w sprawie przekazania władzy nad Lwowem Ukraińcom. Huyn odmówił, powołując się na brak wskazówek ze strony naczelnego dowództwa. Niektórzy uczestnicy spotkania zaproponowali, że poczekają na manifest z Wiednia, lecz przedstawiciel Centralnego Komitetu Wojskowego Dmytro Witowski nalegał na zbrojne przejęcie władzy: 

Jeśli dziś wieczorem nie zdobędziemy Lwowa, jutro wezmą go Polacy!

Witowski przekonał członków Rady Narodowej do przewrotu. Szef sztabu Seń Goruk wysłał kurierów do komisarzy powiatowych z rozkazem, aby w nocy na 1 listopada przejąć władzę w swoich miastach. Dowódca pułku USS Osyp Bukszowanyj otrzymał rozkaz wyjazdu z jednostkami bojowymi do Lwowa. Komisarz Przemyśla otrzymał rozkaz zajęcia miasta i zburzenia mostu przez San, aby nie przepuścić przez rzekę „ani jednego Polaka”.
Główną siłą zbrojną Ukraińców we Lwowie były: 15 Tarnopolski, 19 Lwowski i 41. Pułk Czerniowiecki, a także 30., 50. i 90. kureń Strzelców Siczowych, których łączna liczebność 25 października wynosiła 2400 żołnierzy. Jednak większość jednostek nie była przygotowana do walki i brakowało im oficerów. Wobec tego Polacy spodziewali się zająć Lwów 2-3 listopada bez większego wysiłku. W czasie spotkania, które później przeniosło się do Pałacu Lubomirskich, a następnie do Domu Ludowego, 35 obecnych na nim dowódców ukraińskich otrzymało przydział konkretnych zadań bojowych, aby przejąć najważniejsze obiekty we Lwowie i rozbroić nieukraińskie jednostki w mieście.

## Przewrót
O godz. 4:00 1 listopada rozpoczął się przewrót. Jako pierwsze zaczęły obowiązywać dekrety porucznika Illji Cjokana. Poinformował on też dowództwo, że oddziały niemieckie i węgierskie nie stawiają oporu. Zagon porucznika Teodora Martyńca zdobył ratusz, 75 strzelców pod dowództwem chorążego Sendeckiego zajęło siedzibę namiestnika Galicji i aresztowało generała Huyna. Czotowy Hrihorij Truch zajął komendanturę i aresztował generała Karla Pfeffera, a czotowy Ohonowski zajął i rozbroił policję miejską, gdzie od razu ustanowiono pierwszą służbę pomocniczą pod dowództwem kapitana Jarosława Hynylewycza. O 5:00 odcięto telefon miejski i międzynarodową linię telegraficzną, zajęto siedzibę radia. O świcie wszystkie dworce w mieście były zajęte. Rano na ulicach pojawiły się ukraińskie patrole z niebiesko-żółtymi wstążkami na czapkach. Grupa żołnierzy na czele z 19-letnim (według innych źródeł 17-letnim) Stepanem Pankiwśkim wzniosła pod lwowskim ratuszem niebiesko-żółtą flagę, wykonaną przez żonę dyrektora Narodnij Torhiwli Marię Łazorko. O 7:00 rano Dmytro Witowski raportował Kostowi Łewyckiemu o opanowaniu Lwowa bez  strat w ludziach. W tym samym czasie Komitet Wojskowy został przemianowany na Ukraińskie Dowództwo Generalne.
Działacze ukraińscy i oddziały Strzelców Siczowych przejęły również władzę w szeregu miast Galicji: Stanisławowie, Tarnopolu, Złoczowie, Sokalu, Rawie Ruskiej, Kołomyi, Śniatyniu, Peczeniżynie, Borysławiu i innych, w sumie w 49 powiatach. Nie udało im się jednak zdobyć Przemyśla, gdzie miejscowi Polacy stawili skuteczny opór, co miało niebagatelne znaczenie przy późniejszym oblężeniu Lwowa, gdyż linia kolejowa pomiędzy obydwoma miastami stanowiła jedyną, dostępną linię zaopatrzeniową.

Po południu gubernator Huyn przekazał wszelką władzę w Galicji swojemu zastępcy, Ukraińcowi Wołodymyrowi Decykewyczowi, powołując się na manifest Ukraińskiej Rady Narodowej z 16 października 1918 roku. Wieczorem odeskortowano na dworzec główny i odprawiono pociągiem na zachód generała Huyna i innych urzędników administracji austriackiej. Zanim generał Huyn odszedł ze Lwowa, powiedział ukraińskim żołnierzom: 

Wydaje mi się, że nie będzie tak łatwo, jak się zaczęło. Wasi przeciwnicy to ludzie wytrwali

1 listopada we Lwowie rozesłano odezwę Ukraińskiej Rady Narodowej do mieszkańców miasta: 

Z woli narodu ukraińskiego na ziemiach ukraińskich monarchii austro-węgierskiej powstało Państwo Ukraińskie. Najwyższym organem państwowym Państwa Ukraińskiego jest Ukraińska Rada Narodowa. W dniu dzisiejszym Ukraińska Rada Narodowa objęła władzę w stołecznym mieście Lwowie i na całym terytorium Państwa Ukraińskiego. Kolejne zarządzenia będą wydawać cywilne i wojskowe organy Ukraińskiej Rady Narodowej. Wzywa się ludność do współpracy i wykonywania tych zarządzeń. Pod tym warunkiem w pełni zagwarantowane jest utrzymanie porządku publicznego, zachowanie życia i mienia, a także zaopatrzenie w żywność

## Efekty
W wyniku udanego przewrotu 1 listopada powstało Państwo Ukraińskie o powierzchni 70 tys. km². 9 listopada ukonstytuował się jej rząd – Sekretariat Państwowy. 13 listopada państwo ukraińskie otrzymało nową nazwę zgodnie z uchwaloną przez Radę Tymczasową Ustawą Zasadniczą – Zachodnioukraińska Republika Ludowa. Doprowadziło to jednak do oporu miejscowych Polaków i władz polskich. Wychodząc rano z domów, aby zgodnie z polską tradycją udać się na cmentarze w Uroczystość Wszystkich Świętych, lwowiacy ze zdziwieniem odkryli, że władzę nad miastem przejęli Ukraińcy. Już tego samego dnia polska ludność miasta rozpoczęła przygotowania do walki. Polskie dowództwo rozlokowało się w Domu Techników (przy ul. Isakowicza, obecnie Horbaczewskiego) i Szkole im. Henryka Sienkiewicza (dziś ul. Zalizniaka 21). Wieczorem 1 listopada na końcu ulicy Kopernika pojawiły się pierwsze uzbrojone oddziały polskiej milicji. Rozpoczęła się wojna polsko-ukraińska i bitwa o Lwów, która miała potrwać przez następne siedem miesięcy.

## Pamięć
Na pamiątkę Czynu listopadowego jego nazwę nosi jedna z ulic w centrum Lwowa (dawna Świętojurska, później Mickiewicza). Co roku 1 listopada we Lwowie odbywają się obchody Dnia Czynu Listopadowego.